# Carl Reiner
Carlton „Carl“ Reiner (20. března 1922 Bronx – 29. června 2020 Beverly Hills) byl americký herec a režisér. Narodil se v Bronxu jako syn židovských přistěhovalců z Evropy (matka pocházela z Rumunska, otec z Rakouska). Ve čtyřicátých letech působil v armádě.
Na počátku své herecké kariéry působil v různých muzikálech na Broadwayi. Později hrál například ve filmech Ach, Bože (1977) a Dannyho parťáci (2001). Režíroval například filmy Mrtví muži nenosí skotskou sukni (1982) a Sólo pro dva (1984). V roce 1943 se oženil se zpěvačkou Estelle Reiner, s níž zůstal až do její smrti v roce 2008. Jeho synem je herec Rob Reiner.